# Radbot de Habsburgo
Radbot (985 - 1045) fue un noble germánico que tuvo posesiones en la Alta Lorena, en Alsacia y en la actual Suiza; construyó el castillo de Habsburgo, que daría el nombre a la Casa de Habsburgo, la cual llegaría a gobernar el Sacro Imperio Romano Germánico durante siglos.
Hijo del Conde Lanzelin de Altenburgo, era hermano menor del obispo Werner de Estrasburgo. Su familia tenía posesiones en el extremo meridional de la actual Alemania. Su madre era una noble de la región de Suiza, y de ella heredó posesiones en los actuales cantones Turgovia y Argovia.
Radbot contrajo matrimonio con una hija del Duque Federico I de Alta Lorena, gracias a lo cual heredó algunas posesiones que le fueron dadas en dote a su esposa, ubicadas en Suabia y Alsacia, además de una cuantiosa fortuna, que le permitió pasar a la posteridad por haber fundado el monasterio benedictino de Muri.
Para proteger ese monasterio, el Conde Radbot edificó una torre defensiva, que terminaría convirtiéndose en el castillo de Habsburgo, al cual lo llamó originalmente ‘Habichtsburg’’ que significa "castillo del azor".
Falleció en 1045 y fue sepultado junto a su esposa frente al altar de la Iglesia de la Abadía de Muri. Fue sucedido por su hijo Alberto en todas sus posesiones, que a su muerte en 1055 pasaron a su segundo hijo Werner.